# Andalousie (film, 1951)
Pour les articles homonymes, voir Andalousie et Andalousie (opérette).
Pour plus de détails, voir Fiche technique et Distribution.
Andalousie est un film franco-espagnol, adapté de l'opérette homonyme et réalisé par Robert Vernay, sorti en 1951.
Andalousie est la version française, tournée en 1950. Luis Lucia Mingarro réalisera, en 1951, la version espagnole El sueño de Andalucia avec les mêmes acteurs.

## Synopsis
Juanito, humble marchand de poteries, devient matador et part faire carrière au Mexique, laissant sa fiancée derrière lui. Malgré l'éloignement et les intrigues d'une troublante chanteuse viennoise, sa flamme pour la douce Dolorès, sa future femme, ne faiblira pas.

## Fiche technique
Source principale de la fiche technique :
- Titre : Andalousie
- Réalisation : Robert Vernay, assisté de Pierre Gautherin
- Scénario : Jean-Pierre Feydeau, Luis Lucia Mingarro et Robert Vernay
  - Dialogues : Jean-Pierre Feydeau
- Direction artistique : Jacques Villet
- Décors : Guy de Gastyne
- Costumes : Victor Noeppel et Pierre Nourry
- Photographie : Cecilio Paniagua et André Thomas
- Son : Antoine Petitjean
- Montage : Marthe Poncin
- Musique originale : Francis Lopez
- Production : Edouard Harispuru, Mario Bruitte et Albert Dodrumez
- Sociétés de production : Columbia Films (France), Compagnie Commerciale Française Cinématographique (France), Union des Distributeurs Indépendants (France) et C.E.A. (Espagne)
- Distribution :
  - Espagne : C.E.A.
  - France : Columbia Films, Compagnie Commerciale Française Cinématographique, Yunic Films
  - Belgique : Standard Films
- Budget :
- Pays de production : France, Espagne
- Format : Couleur (Gévacolor) - Son : Monophonique (Western Electric Sound System)
- Genre : Romance et film musical
- Durée : 94 minutes
- Date de sortie : 
  - France : 16 mars 1951

## Distribution
Source principale de la distribution :
- Luis Mariano : Juanito Var
- Carmen Sevilla : Dolorès / Estrellita
- Arlette Poirier : Fanny Miller
- Perrette Souplex : Pilar
- Liliane Bert : Greta
- Andrée Moreau : Doña Augustias
- José Nieto : Vicente
- Enrique Guitart : Rodriguez Valiente
- Fernando Sancho
- Léon Berton : le secrétaire
- Janine Zorelli
- Jean Berton : le commissaire
- Alexandre Rignault : Pancho
- Robert Arnoux : Schnell
- Noël Roquevert : Ricardo Garcia
- Maurice Baquet : Pepe
- Marujita Díaz
- Paul Demange : le régisseur
- Daniel Mendaille : le médecin

## Box-office
| Pays ou région | Box-office        | Date d'arrêt du box-office | Nombre de semaines |
| -------------- | ----------------- | -------------------------- | ------------------ |
| France         | 5 734 973 entrées | 1951                       |                    |
| Paris          | 809 155 entrées   | 1951                       |                    |

- Il s'agit du plus gros succès avec Luis Mariano, devant La Belle de Cadix[5].